# ジャロッド・フレッチャー
ジャロッド・フレッチャー（Jarrod Fletcher、男性、1983年10月20日 - ）は、オーストラリアのプロボクサー。ビクトリア州モウィー出身。トレーナーはスティーブ・デラー。

## 来歴

### アマチュア時代
2002年、マンチェスターで開催されたコモンウェルスゲームズにライトウェルター級(63.5kg)で出場し、2回戦で敗退した。
2005年、綿陽で開催された世界ボクシング選手権にミドル級(75kg)で出場し、2回戦でマット・コロボフに敗れた。
2006年、メルボルンで開催されたコモンウェルスゲームズにミドル級(75kg)で出場、準決勝ジェームス・デゲール、決勝でアドニス・ステベンソンを破り優勝を果たした。
2008年、北京で開催された北京オリンピックにミドル級(75kg)で出場し、1回戦で敗退した。

### プロ時代
2009年6月19日、プロデビュー戦を行い4回2分22秒TKO勝ち、白星でデビューを果たした。
2009年11月13日、ブリスベンのブリスベン・コンベンションセンターでPABAミドル級王者ディオン・マクナブリーと対戦し2回1分13秒KO勝ちで王座獲得に成功した。
2010年10月30日、ブリスベンのブリスベン・コンベンションセンターでブラッド・ポールと対戦し、3回2分5秒TKO勝ちを収めた。
2011年5月13日、ビクトリア州ニューステッドのフォーティテュード・スタジアムでアデ・アルフォンスと対戦し、初回2分21秒KO勝ちを収めた。
2012年2月24日、メルボルンのザ・メルボルン・パビリオンでオーストラリアミドル級王者ヨハネス・ムウェツプムガと対戦し、3-0の判定勝ちで王座獲得に成功した。
2012年4月20日、ビクトリア州アルトナ・ノースのグランド・スター・レセプションズでレス・ピッパーと対戦し、3-0の判定勝ちを収め初防衛に成功した。
2012年9月14日、ロンドンのヨーク・ホールでコモンウェルスイギリス連邦ミドル級王者ビリー・ジョー・ソーンダースと対戦し、プロ初黒星となる2回2分42秒TKO負けを喫し王座獲得に失敗した。
2012年12月16日、PABAミドル級王者ロビー・ブライアントと対戦し、3-0の判定勝ちでPABA王座への返り咲きに成功した。
2013年4月5日、ビクトリア州アルトナ・ノースのグランド・スター・レセプションズでランディ・スイコと対戦し、スイコの5回終了時棄権によりPABA王座の初防衛に成功した。
2014年2月1日、モナコモンテカルロのサル・デ・エトワールでWBA世界ミドル級暫定王者のマーティン・マレーに挑戦する予定だったが、マレーが練習中に骨折したためキャンセルとなり、代替試合としてマックス・ブーサックとWBAインターナショナルミドル級王座決定戦を行い、3-0の判定勝ちで王座獲得に成功した。
2014年8月9日、ニューヨークのバークレイズ・センターでダニー・ガルシアVSロッド・サルカの前座で、WBA世界ミドル級正規王者ゲンナジー・ゴロフキンのスーパー王座認定に伴い空位になったWBA世界ミドル級王座決定戦をダニエル・ジェイコブスと行い、5回2分58秒TKO負けを喫し王座獲得に失敗した。
2014年9月7日、WBAは最新ランキングを発表し、ジェイコブスに敗れWBA世界ミドル級正規王座の獲得に失敗したフレッチャーはWBA世界ミドル級8位にランクインした。
2014年12月3日、ニューサウスウェールズ州ムーア・パークのホーダーン・パビリオンで元WBA・IBF世界ミドル級スーパー王者のダニエル・ゲールとPABA並びにWBOアジア太平洋ミドル級暫定王座決定戦を行い、12回0-3（3者とも108-119）の判定負けを喫し王座の獲得に失敗した。
2014年12月5日、WBAは最新ランキングを発表し、フレッチャーはWBA世界ミドル級10位にランクインした。
2015年1月17日、WBAは最新ランキングを発表し、上述のゲール戦以降を最後に試合をしていないフレッチャーはWBA世界ミドル級ランキングから除外された。

## 獲得タイトル
- 第18代・第20代PABAミドル級王座
- オーストラリアミドル級王座
- WBAインターナショナルミドル級王座